# Rocco La Russa
Rocco La Russa Peraino (Erice, 1828 – Palermo, 27 maggio 1860) è stato un patriota e medico italiano, che prese parte all'impresa dei Mille.

## Biografia
Si laureò in medicina all'Università di Palermo, dove entrò in contatto con Luigi La Porta e Nicolò Garzilli. Di idee liberali, insieme al fratello Antonino provò la durezza del carcere borbonico e il confino a Ustica.
Il 14 maggio 1860, subito dopo lo sbarco a Marsala dei Mille guidò, insieme a Giuseppe Coppola, 500 volontari delle campagne dell'agro ericino, che combatterono già nella battaglia di Calatafimi. 
Aggregato alla colonna del generale Giuseppe La Masa, cadde in combattimento il 27 maggio, colpito in fronte, nella battaglia del ponte dell'Ammiraglio a Palermo.
A lui è stato dedicato l'ex ospedale "Rocco La Russa", nella frazione di Torrebianca a Trapani.